# Ugo Lenzi
Ugo Lenzi (Bologna, 9 agosto 1875 – Roma, 21 aprile 1953) è stato un avvocato e politico italiano.
Massone, fu gran maestro del Grande Oriente d'Italia dal 19 marzo 1949 fino alla sua morte.

## Biografia

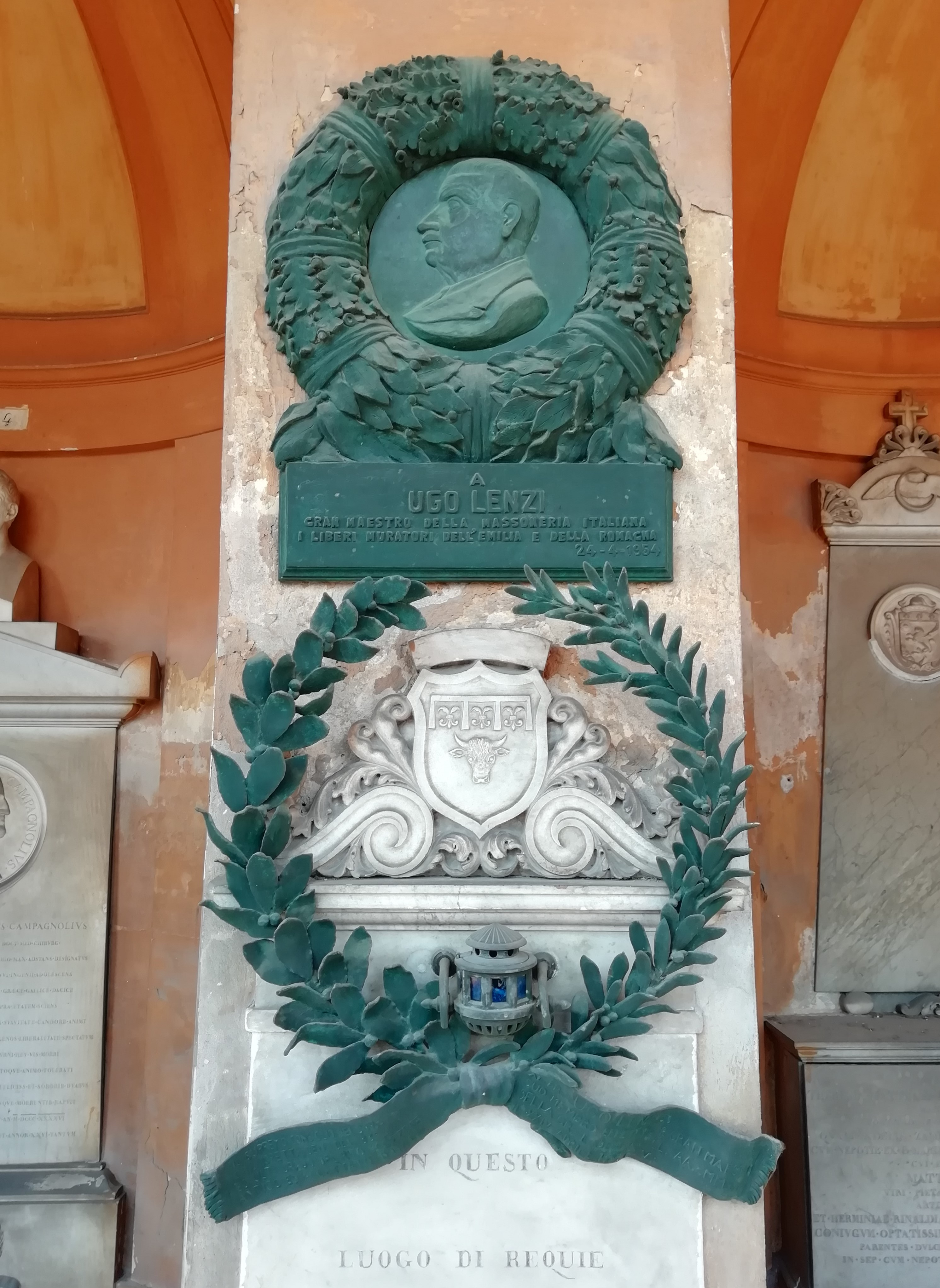
Il monumento funebre alla Certosa di Bologna

Si laureò in giurisprudenza nel 1900 presso l'Università di Bologna; ancora studente aveva fondato il settimanale L'Amico del povero ed un circolo socialista, che venne in breve tempo chiuso (lo stesso Lenzi fu processato e prosciolto). Intraprese l'attività politica, e nel 1902 fu eletto consigliere comunale e tre anni dopo consigliere provinciale. Fu presidente dell'Ordine degli avvocati del tribunale di Bologna. Venne eletto sindaco di Budrio nel bolognese nel 1908.
Venne iniziato alla Massoneria il 10 aprile 1909 nella loggia bolognese "Otto Agosto". Dopo che il congresso di Ancona del Partito Socialista stabilì l'incompatibilità dei membri del partito con la Massoneria (1914), scelse di abbandonare l'attività politica rimanendo massone.
Prese parte alla prima guerra mondiale con il grado di tenente. Dopo la fine del conflitto fu nominato maestro venerabile della propria loggia, e venne nominato membro effettivo del supremo consiglio del Rito scozzese antico ed accettato. Durante il regime fascista fu più volte incarcerato poiché antifascista. Fu condannato al confino politico nel 1929.
Venne eletto gran maestro del Grande Oriente d'Italia il 19 marzo 1949, succedendo ad Umberto Cipollone; durante il suo mandato fece approvare la prima costituzione massonica italiana del dopoguerra. Fu insignito del  33º ed ultimo grado del Rito scozzese antico ed accettato e fu membro effettivo del Supremo Consiglio d'Italia.
È sepolto nel Chiostro V del cimitero monumentale della Certosa di Bologna.

## Riconoscimenti
A Ugo Lenzi è stata intitolata una via nella città di Bologna ed un'altra a Messina.
Due copie dello stesso busto in bronzo di Lenzi, ad opera dello scultore Cesarino Vincenzi, sono esposte ai tribunali di Bologna e di Roma.

## Opere
- Per le vittorie di Gorizia e di Doberdò, Bologna, 1916;
- Napoleone a Bologna (21-25 giugno 1805), Bologna, 1921;
- Pietro Ranzi e il ranzismo , Bologna, 1929;
- Il sergente Bianchini, l’eroe di Tarragona, Bologna, 1933;
- Ai liberi muratori d’Italia, Roma, 1949;
- Riunione massonica lombarda, Milano, 1949;
- Rivendichiamo il 20 settembre, Roma, 1949;
- Discorso di chiusura della Gran Loggia, Roma, 1950;
- Commemorazione di Giosue Carducci a Pietrasanta nel luglio 1952, Bologna, 1952;
- Discorsi massonici dei Gran Maestri, Ugo Lenzi, Foggia 1995.